# DIN 14675
Die DIN-Norm DIN 14675 beschreibt neben DIN VDE 0833-1 und -2 den fachgerechten Aufbau und Betrieb einer Brandmeldeanlage. Sie enthält feuerwehrspezifische Anforderungen für die automatische Weiterleitung von Alarmen von der BMA an die Feuerwehr sowie für den Einbau des Feuerwehr-Bedienfeldes (FBF), des Feuerwehr-Anzeigetableaus (FAT) und anderen Feuerwehr-Peripheriegeräte. Deshalb wird die DIN 14675 umgangssprachlich auch als Feuerwehrnorm bezeichnet. Sie beschreibt auch den fachgerechten Aufbau und Betrieb von Sprachalarmanlagen.
Verantwortlich für die Erstellung der Norm ist der Arbeitsausschuss NA 031-02-06 AA im DIN-Normenausschuss Feuerwehrwesen (FNFW) NA 031.
Die DIN 14676 hingegen ist nicht im Zusammenhang mit Brandmeldeanlagen zu verwenden. Diese beschreibt Rauchwarnmelder, die entsprechend den baurechtlichen Anforderungen in Wohnungen eingesetzt werden können.

## Zertifizierung
Seit dem 1. November 2003 sollen Brandmeldeanlagen mit Aufschaltung zur Feuerwehr nur noch von dafür zertifizierten Fachfirmen geplant, projektiert, montiert, in Betrieb genommen, abgenommen oder regelmäßig instand gehalten werden. Zertifiziert werden können neben Fachplanern in Ingenieur- und Planungsbüros auch Facherrichter, welche die Anlage aufbauen.
Um die Zertifizierung nach DIN 14675 zu erhalten, ist eine vorherige Zertifizierung nach DIN EN ISO 9001 zum Qualitätsmanagement erforderlich. Ausnahme: Für die Ausführung der Planungsphase nach 6.1 ist als Nachweis eines geeigneten Qualitätsmanagements die Vorlage eines Qualitätsmanagement-Handbuchs ausreichend.

## Phasen
Die DIN 14675 unterscheidet die Aufgabengebiete zum Aufbau und Betrieb einer Brandmeldeanlage in Phasen. Die Fachfirma für Brandmeldeanlagen (Ingenieurbüro/Fachplaner oder Facherrichter) – die sich nach DIN 14675 zertifizieren möchte – muss entscheiden, nach welchen Phasen eine Zertifizierung angestrebt wird.
| Phase 1 | Phasenname                                   | Definition |
| ------- | -------------------------------------------- | --- |
| 05      | Brandmelde- und Alarmierungskonzept 2        | |
| 06.1    | Planung                                      | Festlegung der Schutzziele und des Wirkungsumfangs der Anlage auf der Basis identifizierter Risiken und bekannter Randbedingungen                                        |
| 06.2    | Projektierung                                | Auswahl und Platzierung der Anlagenkomponenten, damit die entstehende Anlage die Zielsetzungen aus der Planung erfüllt                                                   |
| 07      | Montage und Installation                     | Realisierung der Vorgaben aus der Projektierung, im Besonderen durch Zusammenbau, Befestigung und Anschluss der betreffenden Anlagenkomponenten                          |
| 08      | Inbetriebsetzung                             | Aktivierung und Prüfung der Anlage auf Übereinstimmung mit der Projektierung                                                                                             |
| 09      | Abnahme                                      | Übergabe der Verantwortung für die Anlage an die im Auftrag genannte Stelle                                                                                              |
| 10      | Betrieb 2                                    | |
| 11      | Instandhaltung                               | Kombination aus vorbeugenden und fehlerbeseitigenden Maßnahmen während des Betriebs einer Anlage, um die geforderten Funktionen zu erhalten und/oder wieder herzustellen |
| 12      | Änderung & Erweiterung bestehender Anlagen 2 | |

Facherrichter streben in der Regel die Zertifizierung für alle Phasen an, als Fachplaner ist nur eine Zertifizierung nach den Phasen 6.1 und 6.2 sinnvoll. Um als Fachplaner eine herstellerneutrale Planung (Erstellung der Leistungsbeschreibung) sowie die Baubegleitung und die Planung im Bestand (z. B. bei Erweiterung oder Umbau) als nicht herstellerneutrale Planung anbieten zu können, ist eine Zertifizierung gemäß DIN 14675 nach den Phasen 6.1 und 6.2 zwingend erforderlich.

## Schutzumfang der Überwachung
Die DIN 14675-1 unterteilt Brandmeldeanlagen in vier Kategorien, nach denen der Überwachungsumfang ausgelegt bzw. geplant werden kann.
| Kategorie | Überwachungsumfang     |
| --------- | ---------------------- |
| 1         | Vollschutz             |
| 2         | Teilschutz             |
| 3         | Schutz von Fluchtwegen |
| 4         | Einrichtungsschutz     |

## Technische Anschlussbedingungen für Brandmeldeanlagen
Die Technischen Anschlussbedingungen für Brandmeldeanlagen (TAB) werden von den Gemeinden bzw. unter Leitung der örtlichen Feuerwehr veröffentlicht. In ihnen sind die individuell festgelegten technischen Anschlussbedingungen definiert, die zwingend erforderlich sind, um eine Brandmeldeanlage gemäß DIN 14675 zu planen, errichten und instand zu halten, damit diese zur Feuerwehr aufgeschaltet werden kann. Die Abnahme der Brandmeldeanlage durch die Feuerwehr erfolgt nur bei Einhaltung der jeweiligen technischen Anschlussbedingung.
Seit der Revision der DIN 14675 im November 2003 wurden zwischenzeitlich sehr viele TABs aktualisiert. In den meisten neu geschriebenen TABs wird mittlerweile von den Planern und Errichtern einer Brandmeldeanlage eine Zertifizierung nach DIN 14675 gefordert.

## Verantwortliche Person für Brandmeldeanlagen nach DIN 14675
In jedem nach DIN 14675 zertifiziertem Unternehmen muss ein Mitarbeiter tätig sein, der die Prüfung zur verantwortlichen Person BMA / SAA (ehemals hauptverantwortliche Fachkraft) nach DIN 14675 erfolgreich bestanden hat. Für die Phasen 6.1 und 6.2 ist eine zusätzliche Projektierungsaufgabe in der Prüfung zu absolvieren. Die Prüfung kann nur bei einer akkreditierten Zertifizierungsstelle nach DIN 14675 abgelegt werden.
Die DIN 14675 definiert verantwortliche Personen als „Beschäftigte, die die Fachfirma Brandmeldeanlagen (BMA) und Sprachalarmanlagen (SAA) im Hinblick auf die Sicherstellung der Qualität von BMA und SAA vertreten, die entscheidungsbefugt bezüglich der technischen Ausführung sind und die Verantwortung für die Einhaltung der relevanten Normen und Regelungen in Verbindung mit der Auftragsausführung tragen“.

## Normentwicklung und -fortschreibung
Die DIN 14675 erschien erstmals im August 1966. Die drei Teilnormen wurden 1979 zu einer Norm zusammengefasst und 1984 sowie 2000 überarbeitet. Danach wurde die DIN 14675 wie unten aufgeführt regelmäßig überarbeitet.

### DIN 14675 – November 2003
Die im Dezember 2003 veröffentlichte Norm forderte erstmals die Umsetzung eines Qualitätsmanagementsystems und es wurden die Änderungen A1 bis A3 zur Vornorm eingearbeitet.

### DIN 14675 A1 – Dezember 2006
Seit Dezember 2006 ist die Änderung A1 zur Norm DIN 14675:2003-11 verfügbar. Hier sind zum ersten Mal in einer Norm die Anforderungen für die Änderung und Erweiterung bestehender Brandmeldeanlagen definiert.

### DIN 14675 A2 – Juni 2009
Mit Ausgabe Juni 2009 ist die neue Norm DIN 14675 A2 Brandmeldeanlagen - Aufbau und Betrieb; Änderung A2 verfügbar.
Gegenüber DIN 14675:2003-11 werden folgende Änderungen vorgenommen:
1. Begriff und Definition 3.1 „abfragende Verbindung“ wird gestrichen, da der Begriff in der Norm nicht mehr vorkommt;
2. Anforderungen in Tabelle A.1 redaktionell an die Anforderungen der EN 50136-1-1 angepasst;
3. Anforderungen in Tabelle A.1 technisch an die Anforderungen der EN 54-21 angepasst;
4. in Tabelle A.1 wurden die Übertragungswege um Beispiele ergänzt

### DIN 14675 – April 2012
Die im April 2012 überarbeitete und ergänzte Norm DIN 14675:2012-04 stellt die konsolidierte Fassung von DIN 14675:2003-11, DIN 14675/A1:2006-12, DIN 14675/A2:2009-06 und der DIN 14675/A3, die im Juni 2010 als Entwurf veröffentlicht wurde, dar.
Die Norm erfuhr eine Erweiterung um die Anforderungen an die Kompetenz von Fachfirmen für Sprachalarmierung nach EN 54-16, EN 54-24 und DIN VDE 0833-4 (VDE 0833-4). Die bereits bestehende Zertifizierung von Fachfirmen für Brandmeldeanlagen (BMA) wird um die Zertifizierung von Fachfirmen für Sprachalarmanlagen (SAA) erweitert.

### DIN 14675 Beiblatt 1 – Dezember 2014
Der Arbeitskreis NA 031-02-01-02 AK „Planung, Instandhaltung, Montage“ des Arbeitsausschusses NA 031-02-01 AA „Brandmelde- und Feueralarmanlagen“ des Normenausschusses Feuerwehrwesen hat diese Anwendungsempfehlungen zur DIN 14675:2012-04 erarbeitet. Sie enthält jedoch keine zusätzlich genormten Festlegungen.
1. Änderung der Akkreditierungsnorm für Zertifizierungsgesellschaften (DIN 45011 durch DIN EN ISO/IEC 17065:2013-01 ersetzt)
2. Erläuterung des Begriffs „Werksprüfung“ bezüglich punktförmiger Rauchmelder nach DIN EN 54-7
3. Änderung und Erweiterung bestehender BMA verweist auf Anhang S, statt wie ursprünglich auf Anhang R
4. Die Überwachung der Übertragungswege zwischen FBF und der BMZ muss direkt erfolgen.
5. Die Alarmierung über TK-Anlagen ersetzt grundsätzlich nicht geforderte Alarmierungseinrichtungen nach H.3.1 und H.3.3.

### DIN 14675 – April 2018
Diese Ausgabe ersetzt die Vorgängerversion vom April 2012 inkl. dem Beiblatt vom Dezember 2014. Die DIN 14675 wurde in zwei Teile getrennt:
- Teil 1: Aufbau und Betrieb
- Teil 2: Anforderungen an die Fachfirma

Die europäischen Anforderungen der DIN EN 16763 wurden in die DIN 14675 integriert. Hinweise zu Anschlussbedingungen der Feuerwehren wurden in einem neuen Anhang P übernommen.

### DIN 14675 – Januar 2020
Gegenüber DIN 14675-1:2018-04 wurden folgende Änderungen vorgenommen:
1. Änderung von 11.2.2.2, Inspektions- und Wartungsarbeiten;
2. Änderung von A.5, Freischaltelement.

Gegenüber DIN 14675-2:2018-04 wurden folgende Änderungen vorgenommen:
1. Änderung von 4.1, Allgemeines;
2. Änderung von 5.3, Kompetenzkriterien, Tabelle 4.

## Internationale Pendants
In Österreich sind die entsprechenden Anforderungen in den Richtlinien TRVB 123 „Brandmeldeanlagen“ und TRVB 114 „Anschaltebedingungen von Brandmeldeanlagen an öffentliche Feuerwehren“ beschrieben.